# Pinus longaeva
Pinus longaeva là một loài thực vật hạt trần trong họ Thông. Loài này được D.K.Bailey miêu tả khoa học đầu tiên năm 1971.
Pinus longaeva là loài cây sống lâu nhất thế giới